# Метод минимальных изменений
Метод минимальных изменений — психофизический метод непосредственного определения порога чувствительности, который заключается в монотонном пошаговом изменении величины действующего раздражителя до того момента изменения вызываемого им ощущения. Данный метод используется с целью измерения абсолютного и дифференциального ( разностного)  порогов чувствительности.
Под порогом чувствительности понимается граница, разделяющая стимульный ряд на два класса: ощущаемые стимулы и неощущаемые стимулы. Метод минимальных изменений является единственным среди методов измерения чувствительности, который определяет величину порога в ходе самого измерения.

## Измерение абсолютного порога
При определении абсолютного порога с помощью метода минимальных измерений экспериментатор находит точку возникновения и точку исчезновения ощущения. Первая точка называется порогом появления, вторая — порогом исчезновения ощущения.
Каждая проба начинается сигналом «Внимание», после которого испытуемому предъявляется стимул с постоянным интервалом. Испытуемый реагирует на предъявляемый стимул двумя категориями ответов, форма которых сообщается в инструкции испытуемому (примеры ответов испытуемого: «Да / Нет»,"Слышу / Не слышу" и т. п.). Стимулы предъявляются нисходящими и восходящими рядами. В восходящих рядах выраженность определенного параметра стимула постепенно увеличивается от минимума до максимума, в нисходящих ряда — наоборот. Чаще всего измерение абсолютного порога начинается с нисходящего ряда стимулов.
В нисходящем ряду определяется порог исчезновения ощущения, в восходящем — порог появления ощущения. Обычно эти пороги не совпадают из-за влияния систематической ошибки.
Различают два типа систематических ошибок:
1. Ошибка привыкания: испытуемый продолжает повторять тот же ответ, что и на предыдущем шаге, хотя стимул уже не вызывает ощущения.
2. Ошибка ожидания (предвосхищения): испытуемый дает положительный ответ как реакцию на стимул, которого он еще не ощущает.

С целью балансировки этих ошибок применяются следующие способы:
1. Уравновешивание числа рядов с помощью чередования (нисходящие и восходящие ряды предъявляются парами).
2. Требование от испытуемого ответа на каждый шаг изменения стимулы в ряду.

Для того, чтобы рассчитать значение абсолютного порога, нужно вычислить среднее арифметическое всех найденных порогов появления и исчезновения ощущения.
Значение абсолютного порога рассчитывается по следующей формуле:
{\displaystyle RL={\frac {1}{N}}\sum _{i=1}^{n}{Li}}, где {\displaystyle RL} — средний абсолютный порог чувствительности;{\displaystyle {Li}} — значение единичного порога в каждом стильном ряду;{\displaystyle {N}} — общее число рядов.

## Измерение дифференциального порога
В методе минимальных изменений измерение дифференциального порога отличается от измерения абсолютного порога только тем, что в случае определения дифференциального порога одновременно с переменным стимулом испытуемому предъявляется эталонный стимул, который задает такой уровень исходного раздражителя, относительно которого выясняется величина разностного порога. В данной процедуре допускается три категории ответа испытуемого: «больше», «меньше» или «равно». При определении дифференциального порога экспериментатор определяет точку появления ощущения различия между сравниваемыми раздражителями и точку исчезновения ощущения различия. Так как при этом величина постоянного раздражителя (эталонного стимула) отлична от нуля, в результате опыта экспериментатор получает значения не двух, а четырех порогов, поскольку в каждом ряду мы находим две пороговые точки: верхний и нижний разностные пороги.
Вычисление дифференциального порога происходит в несколько этапов:
1. Вычисление значения верхнего разностного порога по следующей формуле: {\displaystyle L_{h}={\frac {\sum _{i=1}^{n}(L_{h}^{1}+L_{h}^{2})}{n}}}, где {\displaystyle L_{h}^{1}} — значения верхних порогов в восходящих рядах;{\displaystyle L_{h}^{2}} — значения верхних порогов в нисходящих рядах; n — число пар рядов.
2. Вычисление значения нижнего разностного порога по следующей формуле: {\displaystyle L_{l}={\frac {\sum _{i=1}^{n}(L_{l}^{1}+L_{l}^{2})}{n}}}, где {\displaystyle L_{l}^{1}} — значения нижних порогов в восходящих рядах;{\displaystyle L_{l}^{2}} — значения нижних порогов в нисходящих рядах.
3. Вычисленные верхний и нижний разностные пороги ограничивают интервал неопределенности, который составляет ту зону стильного ряда, где преобладают ответы равенства. Интервал неопределенности вычисляется по следующей формуле: {\displaystyle IU=L_{h}-L_{l}}
4. Полученный интервал неопределенности равен двум дифференциальным порогам. Следовательно, дифференциальный порог вычисляется следующим образом: {\displaystyle DL={\frac {IU}{2}}={\frac {L_{h}-L_{l}}{2}}}

## Варианты метода минимальных изменений
1. Объединение пары рядов в один ряд;
2. Метод лестницы;
3. Метод едва заметного различия (ЕЗР).